# Marina Walerjewna Libakowa-Liwanowa
Marina Walerjewna Libakowa-Liwanowa (russisch Марина Валерьевна Либакова-Ливанова; * 30. Mai 1952 in Gorki; † 28. Oktober 2018 in Moskau) war eine sowjetische bzw. russische Moderatorin, Schauspielerin und Schauspiellehrerin.

## Leben und Leistungen
Libakowa-Liwanowa studierte in ihrer Geburtsstadt Geschichte und Englisch. Anschließend besuchte sie die Schtschukin-Theaterhochschule und schloss sie 1978 mit Diplom und Auszeichnung ab. Anschließend spielte sie am Leningrader Akimow-Komödientheater sowie dem von Arkadi Raikin geleiteten Miniaturtheater.
Mitte der 1980er Jahre spezialisierte sich Libakowa-Liwanowa nach entsprechender Ausbildung als Sprecherin und Moderatorin für Fernsehen und Radio, u. a. bei Радио Рандеву (Radio Randewu) in ihrer Geburtsstadt.
Im Jahr 2000 begann sie eine pädagogische Laufbahn an der Schtschukin-Theaterhochschule und war außerdem für den Verband der russischen Theaterschaffenden tätig. Ab 2007 lehrte Libakowa-Liwanowa an der Lomonossow-Universität Moskau.
Sie erhielt mehrere Auszeichnungen, u. a. beim Multimediafestival Живое слово (Schiwoje slowo) im Jahr 2009.
Als Filmdarstellerin debütierte Libakowa-Liwanowa 1969 mit einer kleinen Rolle in dem von Belarusfilm produzierten Drama Жди меня, Анна (Schdi menja, Anna). Bis 1993 trat sie sporadisch vor die Kamera, ihre einzige größere Rolle gab die dunkelhaarige Darstellerin 1979 in Дуэнья (Duenja).
Im Deutschen wurde sie u. a. von Monica Bielenstein (Die Prinzessin auf der Erbse) und Elvira Schuster (Alaska Kid) synchronisiert.

## Filmografie (Auswahl)
- 1977: Die Prinzessin auf der Erbse (Prinzessa na goroschine)
- 1978: Vater Sergej (Otez Sergi)
- 1981: Zwei Zeilen, kleingedruckt (Dwe strotschki melkim schriftom)
- 1993: Alaska Kid